# Northport (Nova York)
Northport és una població dels Estats Units a l'estat de Nova York. Segons el cens del 2000 tenia 7.606 habitants.

## Demografia
Segons el cens del 2000, Northport tenia 7.606 habitants, 2.952 habitatges, i 2.069 famílies. La densitat de població era de 1.271,3 habitants per km².
Dels 2.952 habitatges en un 32,2% hi vivien nens de menys de 18 anys, en un 59,8% hi vivien parelles casades, en un 8,5% dones solteres, i en un 29,9% no eren unitats familiars. En el 23,9% dels habitatges hi vivien persones soles el 8% de les quals corresponia a persones de 65 anys o més que vivien soles. El nombre mitjà de persones vivint en cada habitatge era de 2,55 i el nombre mitjà de persones que vivien en cada família era de 3,07.
Per edats la població es repartia de la següent manera: un 24,2% tenia menys de 18 anys, un 4,8% entre 18 i 24, un 30,1% entre 25 i 44, un 28,8% de 45 a 60 i un 12,1% 65 anys o més.
L'edat mediana era de 40 anys. Per cada 100 dones de 18 o més anys hi havia 91,6 homes.
La renda mediana per habitatge era de 86.456 $ i la renda mediana per família de 104.488 $. Els homes tenien una renda mediana de 78.715 $ mentre que les dones 50.119 $. La renda per capita de la població era de 43.694 $. Entorn de l'1,6% de les famílies i el 2,8% de la població estaven per davall del llindar de pobresa.

Estació de policia a Northport en Long Island, NY
Carrer principal a Northport NY
Associació Històrica de Northport, NY
Monument a l'estació de Bombers de Northport, NY
Port a Northport, NY